# Shillelagh (Wicklow)
Shillelagh (en gaèlic irlandès Síol Éalaigh, que vol dir “descendents d'Éalach”) és una vila d'Irlanda, al comtat de Wicklow, a la província de Leinster.
La vila fou planejada com a part de les possessions dels FitzWilliam en el segle xvii. La propera Coolattin House (dissenyada per John Carr i construïda al voltant de 1800) era la seu de les possessions dels Fitzwilliam. Tomnafinnoge Woods és la roureda més gran d'Irlanda. Es tracta d'una fortalesa del picot garser gros, recentment reintroduït a Irlanda. Un dels dos únics roures de Cork a Irlanda es troba a Shillelagh. El nom de la vila s'associa amb el bastó d'aranyoner conegut com a Shillelagh.

## Esport
Shillelagh té un equip de l'Associació Atlètica Gaèlica. Els colors de l'equip són de color blau cel i blau marí. El club de golf de Coolattin Golf té un parc de golf de 18 forats, i està situat a prop del llogaret.

## Transport i turisme
L'estació de tren de Shillelagh va obrir el 22 de maig de 1865, tancada al trànsit de passatgers i mercaderies el 24 d'abril de 1944 i finalment clausurada el 20 d'abril de 1945.
La vila és al Camí de Wicklow, una de les rutes a peu de llarga distància més populars d'Irlanda.